# Johan Gustav Hedman
Pour les articles homonymes, voir Hedman.

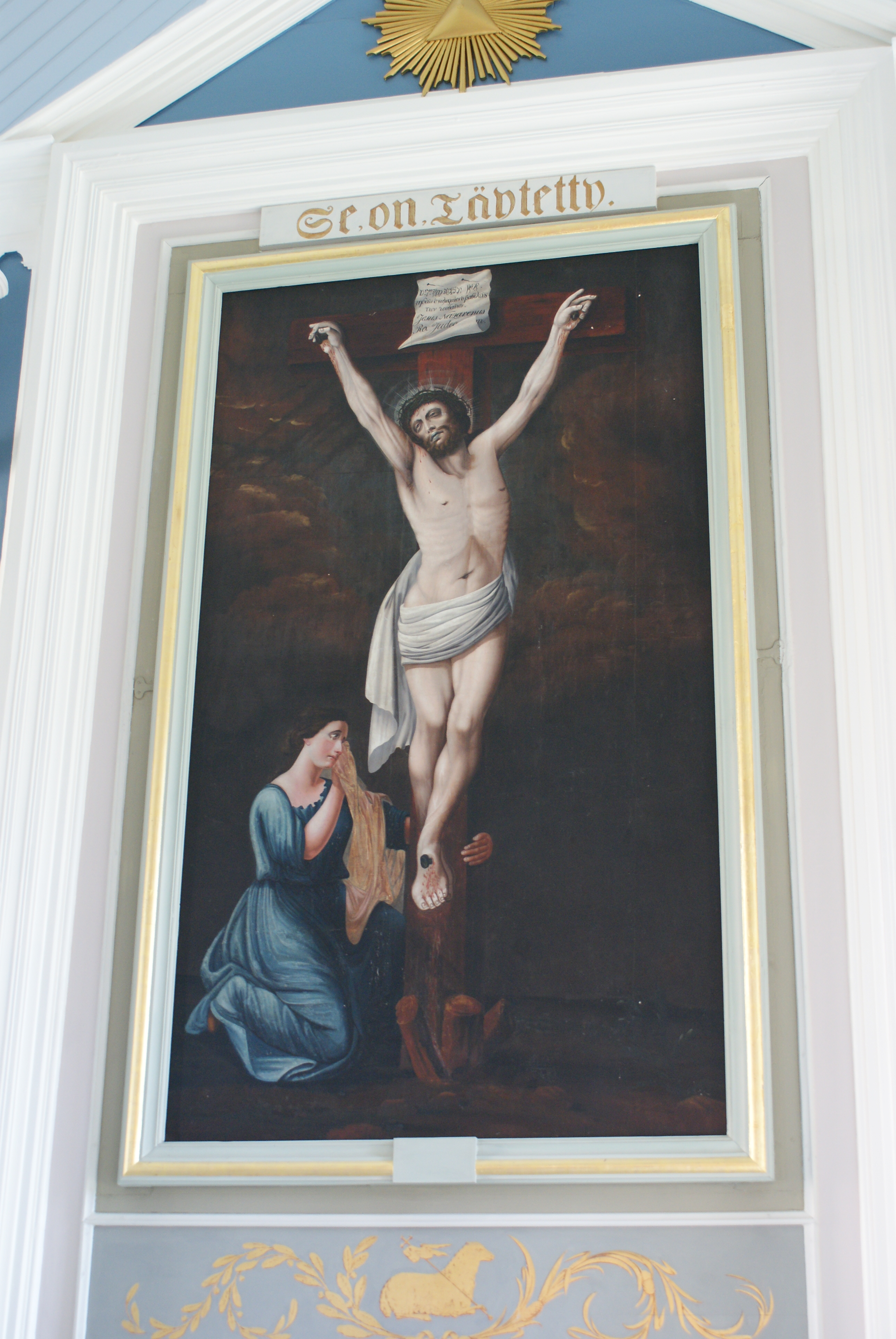
Retable de l'Église d'Himanka.

Johan Gustav Hedman (né le 25 septembre 1800 à Jakobstad - décédé le 12 février 1866 à Vaasa) est un artiste peintre finlandais.

## Œuvres
Johan Hedman est connu par ses très nombreux retables peints pour les églises de Laponie.
Parmi ceux-ci:
- Église de la Sainte Croix, 1824,
- Église de Kajaani 1824,
- Église de Pudasjärvi (fi), 1825[2],
- Église d'Hietaniemi (fi), 1826 (Hedenäset, Övertorneå),
- Église d'Hyrynsalmi 1830,
- Église de Säräisniemi (fi),
- Église de Honkajoki (fi), 1856,
- Nouvelle église de Keminmaa 1837,
- Ancienne église de Tervola (fi), 1831,
- Église d'Himanka, 1845,
- Église de Kittilä 1831,
- Église de Rantsila, 1840,
- Église de Kolarinsaari 1832,
- Église de Karunki 1829,
- Église d'Ylitornio, 1827,
- Église de Larsmo, 1849,
- Église de Purmo (fi), 1828,
- Église de Rymättylä, 1857.